# Transkriptsii Gulf
Der Transkriptsii Gulf (englisch; russisch Залив Транскрипции Saliw Transkripzii) ist eine Bucht an der Knox-Küste des ostantarktischen Wilkesland. Sie liegt nordwestlich der Bunger Hills zwischen diesen und der Edisto-Gletscherzunge.
Sowjetische Wissenschaftler kartierten und benannten sie 1956. Das Antarctic Names Committee of Australia übertrug diese Benennung ins Englische.